# World Football Challenge 2011
Giải bóng đá World Football Challenge 2011 là giải bóng đá được tổ chức lần thứ hai của giải World Football Challenge, một giải đấu bóng đá giao hữu mùa hè được tổ chức tại Hoa Kỳ và Canada trong tháng 7 và tháng 8 năm 2011.

## Các đội bóng tham dự
Giải bóng đá World Football Challenge 2011 quy tụ 13 đội bóng đến từ hai liên đoàn UEFA và CONCACAF. Sáu đội đến từ châu Âu bao gồm Barcelona, Manchester United, Manchester City, Real Madrid, Juventus, Sporting CP. Bảy đội bóng Bắc Mỹ gồm có Chicago Fire, Guadalajara, Club América, Los Angeles Galaxy, New England Revolution, Philadelphia Union và Vancouver Whitecaps FC.
| Đội bóng               | Thành phố                   | Liên đoàn | Giải đấu                   | Ghi chú                                                                    |
| ---------------------- | --------------------------- | --------- | -------------------------- | -------------------------------------------------------------------------- |
| Manchester United      | Manchester, England         | UEFA      | Premier League             | Nhà vô địch Premier League mùa giải 2011-12                                |
| New England Revolution | Foxborough, Massachusetts   | CONCACAF  | Major League Soccer        | Á quân North American SuperLiga năm 2010                                   |
| Real Madrid            | Madrid, Spain               | UEFA      | La Liga                    | Vô địch Cúp Copa del Rey mùa giải 2011-12                                  |
| Los Angeles Galaxy     | Los Angeles, California     | CONCACAF  | Major League Soccer        | Vô địch Major League Soccer năm 2010                                       |
| América                | Thành phố México, México    | CONCACAF  | Primera División de México | Tứ kết cúp Primera División de México Clausura Liguilla năm 2011           |
| Manchester City        | Manchester, England         | UEFA      | Premier League             | Nhà vô địch Cúp FA năm 2010                                                |
| Vancouver Whitecaps FC | Vancouver, British Columbia | CONCACAF  | Major League Soccer        | Á quân Canadian Championship năm 2011                                      |
| Guadalajara            | Guadalajara, México         | CONCACAF  | Primera División de México | Bán kết cúp Primera División de México Clausura Liguilla năm 2011          |
| Chicago Fire           | Chicago, Illinois           | CONCACAF  | Major League Soccer        | Á quân North American SuperLiga năm 2009                                   |
| Philadelphia Union     | Philadelphia, Pennsylvania  | CONCACAF  | Major League Soccer        |                                                                            |
| Juventus               | Turin, Italy                | UEFA      | Serie A                    |                                                                            |
| Barcelona              | Barcelona, Spain            | UEFA      | La Liga                    | Vô địch La Liga mùa giải 2010-11 và UEFA Champions League mùa giải 2010-11 |
| Sporting CP            | Lisbon, Portugal            | UEFA      | Primeira Liga              |                                                                            |

## Địa điểm
| Los Angeles, California           | Landover, Maryland | Arlington, Texas | Miami, Florida | San Diego, California      |
| --------------------------------- | --- | --- | --- | -------------------------- |
| Đấu trường Tưởng niệm Los Angeles | FedExField | Sân vận động Cowboys | Sân vận động Sun Life | Sân vận động Qualcomm      |
| Sức chứa: 93.607                  | Sức chứa: 83.000 | Sức chứa: 80.000 | Sức chứa: 74.918 | Sức chứa: 70.561           |
|                                   | | | |                            |
| Foxborough, Massachusetts         | VancouverLos AngelesSan DiegoSan FranciscoMiamiFoxboroughCarsonLandoverChicagoThành phố New YorkArlingtonRaleighPhiladelphiaToronto | VancouverLos AngelesSan DiegoSan FranciscoMiamiFoxboroughCarsonLandoverChicagoThành phố New YorkArlingtonRaleighPhiladelphiaToronto | VancouverLos AngelesSan DiegoSan FranciscoMiamiFoxboroughCarsonLandoverChicagoThành phố New YorkArlingtonRaleighPhiladelphiaToronto | Philadelphia, Pennsylvania |
| Sân vận động Gillette             | VancouverLos AngelesSan DiegoSan FranciscoMiamiFoxboroughCarsonLandoverChicagoThành phố New YorkArlingtonRaleighPhiladelphiaToronto | VancouverLos AngelesSan DiegoSan FranciscoMiamiFoxboroughCarsonLandoverChicagoThành phố New YorkArlingtonRaleighPhiladelphiaToronto | VancouverLos AngelesSan DiegoSan FranciscoMiamiFoxboroughCarsonLandoverChicagoThành phố New YorkArlingtonRaleighPhiladelphiaToronto | Lincoln Financial Field    |
| Sức chứa: 68.756                  | VancouverLos AngelesSan DiegoSan FranciscoMiamiFoxboroughCarsonLandoverChicagoThành phố New YorkArlingtonRaleighPhiladelphiaToronto | VancouverLos AngelesSan DiegoSan FranciscoMiamiFoxboroughCarsonLandoverChicagoThành phố New YorkArlingtonRaleighPhiladelphiaToronto | VancouverLos AngelesSan DiegoSan FranciscoMiamiFoxboroughCarsonLandoverChicagoThành phố New YorkArlingtonRaleighPhiladelphiaToronto | Sức chứa: 67.594           |
|                                   | VancouverLos AngelesSan DiegoSan FranciscoMiamiFoxboroughCarsonLandoverChicagoThành phố New YorkArlingtonRaleighPhiladelphiaToronto | VancouverLos AngelesSan DiegoSan FranciscoMiamiFoxboroughCarsonLandoverChicagoThành phố New YorkArlingtonRaleighPhiladelphiaToronto | VancouverLos AngelesSan DiegoSan FranciscoMiamiFoxboroughCarsonLandoverChicagoThành phố New YorkArlingtonRaleighPhiladelphiaToronto |                            |
| Chicago, Illinois                 | VancouverLos AngelesSan DiegoSan FranciscoMiamiFoxboroughCarsonLandoverChicagoThành phố New YorkArlingtonRaleighPhiladelphiaToronto | VancouverLos AngelesSan DiegoSan FranciscoMiamiFoxboroughCarsonLandoverChicagoThành phố New YorkArlingtonRaleighPhiladelphiaToronto | VancouverLos AngelesSan DiegoSan FranciscoMiamiFoxboroughCarsonLandoverChicagoThành phố New YorkArlingtonRaleighPhiladelphiaToronto | Raleigh, North Carolina    |
| Soldier Field                     | VancouverLos AngelesSan DiegoSan FranciscoMiamiFoxboroughCarsonLandoverChicagoThành phố New YorkArlingtonRaleighPhiladelphiaToronto | VancouverLos AngelesSan DiegoSan FranciscoMiamiFoxboroughCarsonLandoverChicagoThành phố New YorkArlingtonRaleighPhiladelphiaToronto | VancouverLos AngelesSan DiegoSan FranciscoMiamiFoxboroughCarsonLandoverChicagoThành phố New YorkArlingtonRaleighPhiladelphiaToronto | Sân vận động Carter-Finley |
| Sức chứa: 61.500                  | VancouverLos AngelesSan DiegoSan FranciscoMiamiFoxboroughCarsonLandoverChicagoThành phố New YorkArlingtonRaleighPhiladelphiaToronto | VancouverLos AngelesSan DiegoSan FranciscoMiamiFoxboroughCarsonLandoverChicagoThành phố New YorkArlingtonRaleighPhiladelphiaToronto | VancouverLos AngelesSan DiegoSan FranciscoMiamiFoxboroughCarsonLandoverChicagoThành phố New YorkArlingtonRaleighPhiladelphiaToronto | Sức chứa: 57.583           |
|                                   | VancouverLos AngelesSan DiegoSan FranciscoMiamiFoxboroughCarsonLandoverChicagoThành phố New YorkArlingtonRaleighPhiladelphiaToronto | VancouverLos AngelesSan DiegoSan FranciscoMiamiFoxboroughCarsonLandoverChicagoThành phố New YorkArlingtonRaleighPhiladelphiaToronto | VancouverLos AngelesSan DiegoSan FranciscoMiamiFoxboroughCarsonLandoverChicagoThành phố New YorkArlingtonRaleighPhiladelphiaToronto |                            |
| San Francisco, California         | Thành phố New York, New York | Vancouver, British Columbia | Carson, California | Toronto, Ontario           |
| AT&T Park                         | Citi Field | Empire Field | Trung tâm The Home Depot | BMO Field                  |
| Sức chứa: 41.915                  | Sức chứa: 41.800 | Sức chứa: 27.528 | Sức chứa: 27.000 | Sức chứa: 21.566           |
|                                   | | | |                            |

## Điều lệ giải
Điều lệ giải đấu thay đổi so với năm 2009, do sự khác biệt về số lượng các đội thi đấu.

### Quy định Trận đấu
Quy tắc trận đấu theo luật của Bóng đá của FIFA, có một vài trường hợp ngoại lệ đáng chú ý.
- Trong trường hợp hai đội hòa nhau trong 90 phút thi đấu chính thức, sau đó bước vào loạt sút luân lưu 11m. Không tính điểm trong loạt sút luân lưu 11m.
- Cầu thủ nhận thẻ phạt vẫn bị treo giò theo quy định.
- Mỗi đội có 25 cầu thủ và thay 11 cầu thủ trong một trận thi đấu. Không như trước chỉ thay tối đa 3 cầu thủ.

### Tính điểm Xếp hạng
Quy định như sau:
- Ba điểm cho một trận thắng
- Hai điểm cho một trận thắng penalty
- Một điểm cho một trận thua penalty
- Không điểm cho một trận thua
- Mỗi điểm cho một bàn thắng được ghi (tối đa 3 điểm trong một trận)

Sporting CP chỉ thi đấu một trận nên không tính điểm theo quy định.

### Cách thức xếp hạng
Đội giành nhiều điểm nhất được xếp cao nhất, trong trường hợp cùng số điểm thì xét các chỉ số phụ lần lượt sau đây:
1. Hiệu số bàn thắng bại
2. Nhiều bàn thắng nhất trong thời gian chính thức
3. Thủng lưới ít nhất trong thời gian chính thức
4. Hầu hết các bàn thắng được ghi trong thời gian quy định trong một trận đấu
5. Bốc thăm

## Bảng xếp hạng
| Đội               | Pld | W | WPk | LPk | L | GF | GA | GD | Pts |
| ----------------- | --- | - | --- | --- | - | -- | -- | -- | --- |
| Real Madrid       | 3   | 3 | 0   | 0   | 0 | 9  | 2  | +7 | 17  |
| Manchester United | 3   | 3 | 0   | 0   | 0 | 9  | 3  | +6 | 17  |
| Manchester City   | 3   | 2 | 1   | 0   | 0 | 5  | 2  | +3 | 13  |
| Juventus          | 3   | 2 | 0   | 0   | 1 | 3  | 2  | +1 | 9   |
| Barcelona         | 3   | 1 | 0   | 0   | 2 | 4  | 6  | −2 | 7   |
| Guadalajara       | 3   | 1 | 0   | 0   | 2 | 4  | 5  | −1 | 6   |
| MLS Western2      | 3   | 0 | 0   | 1   | 2 | 3  | 7  | −4 | 4   |
| MLS Eastern1      | 3   | 0 | 0   | 0   | 3 | 3  | 9  | −6 | 3   |
| América           | 3   | 0 | 0   | 0   | 3 | 0  | 5  | −5 | 0   |

Màu sắc: Màu xanh = Nhà vô địch

Nguồn: World Football Challenge StandingsLưu trữ ngày 19 tháng 4 năm 2012 tại Wayback Machine
Sporting CP chỉ chơi một trận và không tính điểm
1MLS Hội nghị Đông thi đấu một trận tại New England Revolution, Philadelphia Union và Chicago Fire
2MLS Hội nghị Tây thi đấu một trận tại Whitecaps Vancouver và hai trận tại Galaxy Los Angeles

## Các trận đấu[3]
| New England Revolution | 1–4    | Manchester United                      |
| ---------------------- | ------ | -------------------------------------- |
| Mansally 56'           | Report | Owen 51' · Macheda 54', 61' · Park 80' |

| América | 0–2    | Manchester City                    |
| ------- | ------ | ---------------------------------- |
|         | Report | McGivern 17' · Wright-Phillips 27' |

| Los Angeles Galaxy | 1–4    | Real Madrid                                           |
| ------------------ | ------ | ----------------------------------------------------- |
| Cristman 67'       | Report | Callejón 31' · Joselu 40' · Ronaldo 53' · Benzema 58' |

| Vancouver Whitecaps FC | 1–2    | Manchester City                    |
| ---------------------- | ------ | ---------------------------------- |
| Sanvezzo 30'           | Report | Guidetti 68' · Wright-Phillips 84' |

| Guadalajara | 0–3    | Real Madrid                   |
| ----------- | ------ | ----------------------------- |
|             | Report | Ronaldo 73', 76' (ph.đ.), 82' |

| Chicago Fire | 1–3    | Manchester United                  |
| ------------ | ------ | ---------------------------------- |
| Gibbs 13'    | Report | Rooney 66' · Rafael 75' · Nani 82' |

| Juventus      | 1–2    | Sporting CP    |
| ------------- | ------ | -------------- |
| Del Piero 80' | Report | Djaló 13', 36' |

| Philadelphia Union | 1–2    | Real Madrid            |
| ------------------ | ------ | ---------------------- |
| M. Farfan 80'      | Report | Callejón 2' · Özil 11' |

| Los Angeles Galaxy                                                                        | 1–1    | Manchester City                                                                           |
| ----------------------------------------------------------------------------------------- | ------ | ----------------------------------------------------------------------------------------- |
| Magee 53'                                                                                 | Report | Balotelli 20' (ph.đ.)                                                                     |
| Loạt sút luân lưu                                                                         |        |                                                                                           |
| Keat · Birchall · Juninho · Dunivant · Stephens · McBean · Gonzalez · McCarty · DeLaGarza | 6–7    | Milner · Weiss · Suárez · Kolarov · Guidetti · Lescott · De Jong · Wright-Phillips · Hart |

| Juventus     | 1–0    | América |
| ------------ | ------ | ------- |
| Pasquato 42' | Report |         |

| Juventus         | 1–0    | Guadalajara |
| ---------------- | ------ | ----------- |
| Quagliarella 12' | Report |             |

| Barcelona  | 1−2    | Manchester United   |
| ---------- | ------ | ------------------- |
| Thiago 70' | Report | Nani 22' · Owen 76' |

| Barcelona | 1–4    | Guadalajara                                     |
| --------- | ------ | ----------------------------------------------- |
| Villa 3'  | Report | Fabián 60', 63' · Casillas 72' · Verduzco 90+3' |

| Barcelona             | 2–0    | América |
| --------------------- | ------ | ------- |
| Villa 24' · Keita 90' | Report |         |

## Tốp ghi bàn
| Vị trí | Tên cầu thủ           | Đội bóng               | Số bàn thắng |
| ------ | --------------------- | ---------------------- | ------------ |
| 1      | Cristiano Ronaldo     | Real Madrid            | 4            |
| 2      | José María Callejón   | Real Madrid            | 2            |
| 2      | Yannick Djaló         | Sporting               | 2            |
| 2      | Marco Fabián          | Guadalajara            | 2            |
| 2      | Federico Macheda      | Manchester United      | 2            |
| 2      | Nani                  | Manchester United      | 2            |
| 2      | Michael Owen          | Manchester United      | 2            |
| 2      | David Villa           | Barcelona              | 2            |
| 2      | Shaun Wright-Phillips | Manchester City        | 2            |
| 10     | Mario Balotelli       | Manchester City        | 1            |
| 10     | Karim Benzema         | Real Madrid            | 1            |
| 10     | Giovani Casillas      | Guadalajara            | 1            |
| 10     | Adam Cristman         | Los Angeles Galaxy     | 1            |
| 10     | Alessandro Del Piero  | Juventus               | 1            |
| 10     | Michael Farfan        | Philadelphia Union     | 1            |
| 10     | Cory Gibbs            | Chicago Fire           | 1            |
| 10     | John Guidetti         | Manchester City        | 1            |
| 10     | Park Ji-Sung          | Manchester United      | 1            |
| 10     | Joselu                | Real Madrid            | 1            |
| 10     | Seydou Keita          | Barcelona              | 1            |
| 10     | Mike Magee            | Los Angeles Galaxy     | 1            |
| 10     | Kenny Mansally        | New England Revolution | 1            |
| 10     | Ryan McGivern         | Manchester City        | 1            |
| 10     | Mesut Özil            | Real Madrid            | 1            |
| 10     | Cristian Pasquato     | Juventus               | 1            |
| 10     | Fabio Quagliarella    | Juventus               | 1            |
| 10     | Rafael                | Manchester United      | 1            |
| 10     | Wayne Rooney          | Manchester United      | 1            |
| 10     | Camilo Sanvezzo       | Vancouver Whitecaps FC | 1            |
| 10     | Thiago                | Barcelona              | 1            |
| 10     | José Verduzco         | Guadalajara            | 1            |

## Media coverage
| Quốc gia / Chương trình | Truyền hình              | Các trận đấu                                     |
| --- | ------------------------ | ------------------------------------------------ |
| Arab WorldCountries - Algeria - Bahrain - Comoros - Djibouti - Egypt - Iraq - Jordan - Kuwait - Lebanon - Oman - Palestine - Libya - Mauritania - Morocco - Qatar - Saudi Arabia - Somalia - Sudan - Syria - Tunisia - United Arab Emirates - Yemen | Al Jazeera Sports        | Tất cả các trận Real Madrid và Manchester United |
| Israel | Sport 2                  | Tất cả các trận Manchester United                |
| Israel | Sport 5                  | Tất cả các trận Real Madrid                      |
| Italy | Sportitalia              | Tất cả các trận Real Madrid                      |
| Norway | TV 2 Premier League HD 1 | Tất cả các trận Real Madrid và Manchester United |
| Hoa Kỳ | ESPN                     | Tất cả các trận                                  |
| United Kingdom | MUTV                     | Tất cả các trận Manchester United                |